# Gisement (topographie)
Pour les articles homonymes, voir Gisement.
Le gisement désigne, en topographie, l'angle formé entre une direction et le nord de la carte. On peut dire qu'il s'agit de la traduction sur la carte de l'azimut sur le terrain.
Notez qu'en navigation, le gisement est l'angle formé entre l'axe longitudinal (ou ligne de foi) d'un navire ou d'un aéronef et la direction d'un point extérieur (fixe ou mobile).
On peut relever un gisement, par exemple pour préparer une marche à l'azimut, ou reporter un gisement, pour tracer sur la carte un trajet effectué, ou lors d'un repérage par triangulation.
Le travail sur un gisement se fait avec une carte et un rapporteur (idéalement, un rapporteur circulaire à 360°), qui peut éventuellement être remplacé par une boussole, plate de préférence.

## Gisement et azimut
Il ne faut pas confondre le gisement, qui concerne la carte, et l'azimut, qui concerne le terrain :
| gisement | = | azimut  |
| carte    | = | terrain |

Le gisement, tel qu'il est relevé sur la carte, n'est pas applicable tel-quel sur le terrain. De la même manière, un azimut, tel qu'il est relevé sur le terrain, n'est pas applicable tel-quel sur la carte. La différence tient à la déclinaison magnétique, la différence entre le nord magnétique et le nord de la carte, qui varie chaque année.

### Formules de conversion
Pour convertir un azimut relevé sur le terrain en gisement, on utilisera la formule suivante :
G = A + DM
- G est le gisement
- A est l'azimut
- DM est la déclinaison magnétique. Elle est indiquée sur la carte pour une année donnée, avec la variation annuelle. Pour obtenir la déclinaison magnétique pour l'année en cours, il faut donc additionner la déclinaison magnétique indiquée à la variation annuelle multipliée par la différence entre l'année indiquée sur la carte et l'année en cours :

DM = DM’ + [var x (Aactuelle - Acarte)]
- DM’ est la déclinaison magnétique indiquée sur la carte pour une année donnée (généralement, l'année de réalisation de la carte)
- var est la variation annuelle de la déclinaison magnétique, indiquée sur la carte
- Aactuelle est l'année actuelle
- Acarte est l'année de la carte

Pour convertir un gisement relevé sur la carte en azimut à suivre sur le terrain, on utilisera la formule inverse :
A = G - DM
Les données doivent être exprimées dans la même unité (généralement, en degrés).

## Relever un gisement
Il est utile de savoir relever un gisement, principalement lors de la préparation de raids ou d'explorations comprenant une marche à l'azimut.
Il faut procéder en 3 étapes :
- tracer le gisement à relever sur la carte (au crayon, pour pouvoir effacer après ). Mieux vaut choisir des points de départ et d'arrivée facilement identifiable, pour éviter les risques d'erreur sur le terrain.

Si la distance entre les deux points est faible, mieux vaut tracer une droite plus longue, afin de faciliter le relèvement. Une droite trop courte rend le relèvement hasardeux et multiplie les risques d'erreurs ; autant les éviter.
- identifier ou tracer une droite représentant le nord de la carte. La plupart des cartes comportent un quadrillage, ou une amorce de quadrillage, qu'on peut utiliser pour cela ; le côté vertical du quadrillage correspond au nord de la carte. On peut également utiliser le bord de la carte.

Attention, les cartes récentes comportent souvent des quadrillages UTM WGS-84, destinés au repérage par coordonnées UTM, principalement par GPS. Ces quadrillages ne sont pas à utiliser, car ils n'indiquent pas le nord.
En cas de doute, ou s'il n'y a pas de quadrillage visible sur la carte, il est possible de tracer une droite indiquant le nord de la carte ; il suffit qu'elle soit perpendiculaire à la bordure supérieure de la carte (Petit rappel : le nord est toujours en haut d'une carte ).
- mesurer l'angle formé entre les deux droites, à l'aide d'un rapporteur, ou éventuellement, d'une boussole. Les boussoles plates (boussoles de course d'orientation) sont plus appropriées dans ce cas que les boussoles pliantes.

Le gisement relevé sur une carte doit toujours être converti en azimut avant d'être transmis aux personnes sur le terrain. En effet, cette conversion necessite d'avoir connaissance de la déclinaison magnétique, qui est une donnée variable selon l'année et le lieu ; si elle est indiquée sur la carte avec sa variation annuelle, elle n'a aucune raison d'être connue des gens sur le terrain.

## Reporter un gisement
Il est nécessaire de savoir reporter un gisement à chaque fois que l'on a un azimut et qu'on veut le traduire sur une carte : pour reporter sur la carte un trajet suivi à l'azimut, ou lors d'un repérage par triangulation.
Il faut procéder en 5 étapes :
- convertir l'azimut en gisement, en y ajoutant la déclinaison magnétique pour l'année en cours.
- repérer le point d'origine de l'azimut, ou son point d'arrivée, par exemple dans le cas d'une triangulation
- tracer une droite représentant le nord de la carte, il s'agira alors d'une droite perpendiculaire à la bordure supérieure de la carte.

Il est possible d'utiliser le quadrillage présent sur la carte, si les traits verticaux croisent le point d'origine de l'azimut ; dans les autres cas, pour plus de précision, mieux vaut tracer. Comme précédemment, attention à ne pas confondre le quadrillage cardinal avec le cadrillage UTM pour le GPS.
- à partir de cette droite représentant le nord, mesurer un angle égal au gisement avec le rapporteur, en prenant pour point d'origine (sommet de l'angle) le point d'origine de l'azimut. Marquer un point correspondant à l'angle mesuré.
- tracer une droite reliant les deux points (point d'origine de l'azimut et point tracé lors de la mesure).

Lorsqu'on est trop près du bord de la carte, il peut être impossible de marquer le point correspondant à l'angle mesuré, si celui-ci se trouve hors de la carte. Lorsqu'on est confronté à cet inconvénient, il suffit de mesurer le gisement inverse de celui que l'on cherche ; finalement, la direction sera la même. Par exemple, si je dois reporter un gisement est à partir d'un point situé tout à l'est de ma carte, il me suffira de reporter un gisement ouest, puis d'allonger ma droite. Lorsque les mesures sont effectuées en degrés, on trouve le gisement inverse en ajoutant 180 au gisement d'origine, si celui-ci est à l'est (gisement compris entre 0° et 180°), ou en en retranchant 180, s'il est à l'ouest (gisement compris entre 180° et 360°). 